# 亞歷山大·加拉徹

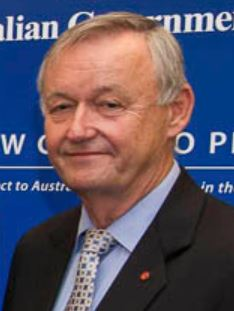

 亞歷山大·加拉徹（Alex Gallacher，1954年1月1日—）是一位澳洲政治人物，他的黨籍是澳洲工黨。自2011年開始，他是代表南澳大利亞州的澳大利亞參議院議員之一。在踏入政壇之前他是一位卡車司機和工人。2021年引退。